# Helle Nächte
Pour plus de détails, voir Fiche technique et Distribution.
Helle Nächte est un film dramatique allemand écrit et réalisé par Thomas Arslan et sorti en 2017. 

## Fiche technique
- Titre original :  Helle Nächte
- Réalisation : Thomas Arslan
- Scénario : Thomas Arslan
- Photographie :
- Montage : Reinaldo Pinto Almeida
- Musique : Ola Fløttum
- Pays d'origine : Allemagne
- Langue originale : allemand
- Format : couleur
- Genre : dramatique
- Durée : 86 minutes
- Dates de sortie :
  -  Allemagne : 13 février 2017 (Berlinale 2017) ; 10 août 2017 (sortie nationale)

## Distribution
- Georg Friedrich : Michael
- Tristan Göbel : Luis
- Marie Leuenberger : Leyla
- Hanna Karlberg : Cecilia

## Distinction

### Récompense
- Berlinale 2017 : Ours d'argent du meilleur acteur pour Georg Friedrich